# Rimacola
Rimacola là một chi thực vật có hoa trong họ, Orchidaceae.